# Ungnadův mlýn
Ungnadův mlýn v Hluboké nad Vltavou, původně Hamry čp. 211, v okrese České Budějovice je zaniklý vodní mlýn, který stál na řece Vltavě. Jeho reliéf je chráněn jako nemovitá kulturní památka České republiky.

## Historie
Mlýn s pilou byl založen po roce 1534 Ondřejem Ungnadem ze Suneku (1499–1557), který vybudoval také nedalekou zámeckou vodárnu. Kolem roku 1540 je mlýn uváděn i s připojeným železným hamrem s valchou na sukna. Koncem 16. století měl 11 mlýnských složení.
V červnu 1742 mlýn s většinou podhradských domů vyhořel; zapálili jej vojáci rakouské armády aby zamezili přísun proviantu obleženým. Hamr a valcha již obnoveny nebyly, mlýn s pilou pak majitel pronajímal.
V roce 1891 mlynář Geřábek přestavěl protější č. p. 190 na své sídlo a roku 1912 vznikla za významného finančního podílu města ve mlýně elektrárna. Hynek Geřábek je uváděn jako mecenáš drobných sakrálních památek (osobně se staral o kapličku za mostem přes železnici směrem k Hosínu).
Na jaře 1929 odkoupila obec válcový mlýn, pilu a elektrárnu a pronajala jej Viktoru Cibulkovi, majiteli elektrotechnické firmy ELMA.
V červenci 1954 přečkal mlýn povodeň a byl nově omítnut. Zanikl spolu s velkou částí osady Podhradí v roce 1988.

## Popis
Budova mlýna stojící na náhonu byla jednoduchá stavba o dvou okenní osách a o jedné velké hale. Fasádu měl mlýn hladce omítnutou, mansardová střecha byla pokryta taškami. Na fasádě bylo datování 1735, opraven byl v roce 1821. Na fasádě byla také ve dvanáctiřádkovém textu uvedena zpráva o stavbě mlýna; tento památkově chráněný reliéf byl sejmut a podle zprávy Památkového ústavu "nyní nenalezen".
Voda na vodní kolo vedla od jezu náhonem a odtokovým kanálem se vracela zpět do řeky. Od založení mlýna zde pracovala pila, u mlýna byl také hamr, který dal jméno již zaniklé osadě. Od roku 1912 zde funguje elektrárna. V roce 1930 měl mlýn 2 Francisovy turbíny (průtok 3.65/1.5 m³/s, spád 2 m, výkon 73/50 HP).